# 河島未怜
河島 未怜（かわしま みれい、1983年6月25日 - ）は、日本の気象予報士、タレント。神奈川県出身。身長163cm、スリーサイズはB:83W:59H:85。一時期、宇佐美 怜（うさみ れい）の名で活動していた。

## 経歴
日本女子大学文学部史学科在籍中、日本テレビ『恋のから騒ぎ』に11期生として出演し人気を得る。2006年に大学卒業後はイメージDVDを出すなどタレント活動を開始した。
その後日本気象協会に勤務し、気象予報士を目指し猛勉強。何度かの挑戦の末2010年3月に合格（公式プロフィールより）。同年、NPO法人気象キャスターネットワークに加入した。また、これまで所属していたセント・フォースを離籍し、「宇佐美怜」に改名した上でジョイスタッフに所属。
2013年に入り、芸名を「河島未怜」に戻す。2015年に結婚。

## 出演

### テレビ
- 関東地方あしたのお天気（TBS、2014年4月 - 2016年3月）[2]
- はやドキ!（TBS、2015年4月 - 9月）

### 映画
- デコトラの鷲3 ～恋の花咲く清水港～

## 作品

### DVD
1. 「Birth」（2006年）[3]
2. 「ReBirth」（2006年）